# Porcostoma dentata
Porcostoma dentata är en fiskart som först beskrevs av John Dow Fisher Gilchrist och Thompson, 1908.  Porcostoma dentata ingår i släktet Porcostoma och familjen havsrudefiskar. Inga underarter finns listade i Catalogue of Life.